# Bo-Göte Eriksson
Bo-Göte Eriksson, född 24 november 1937 i Mo, är en svensk pensionerad officer i Flygvapnet.

## Biografi
Eriksson blev fänrik i Flygvapnet 1962. Han befordrades till löjtnant 1964, till kapten 1970, till major 1973, till överstelöjtnant 1977, till överste 1984, och till överste av 1:a graden 1994.
Eriksson inledde sin militära karriär i Flygvapnet vid Norrbottens flygbaskår (F 21). Åren 1984–1986 var han chef för Flygvapnets officershögskola i Halmstad. Åren 1986–1990 var han chef för Systemplaneringen vid FMV-F. Åren 1990–1993 var han chef för Flygvapnets Halmstadsskolor (F 14). Åren 1994–1997 var han flygattaché i Moskva och Minsk. Eriksson lämnade Försvarsmakten 1998.